# نيكولاس غونزاليس (لاعب كرة قدم مواليد 1992)
نيكولاس غونزاليس (بالإسبانية: Nicolás González)‏ هو لاعب كرة قدم أرجنتيني في مركز الوسط، ولد في 4 فبراير 1992 في كاسيروس في الأرجنتين. لعب مع بوكا جونيورز.

## وصلات خارجية
- نيكولاس غونزاليس على موقع قاعدة بيانات كرة القدم.إي يو (الإنجليزية)
- نيكولاس غونزاليس على موقع Soccerway.com (الإنجليزية)